# Rosoppe-Frieda-Hügelland

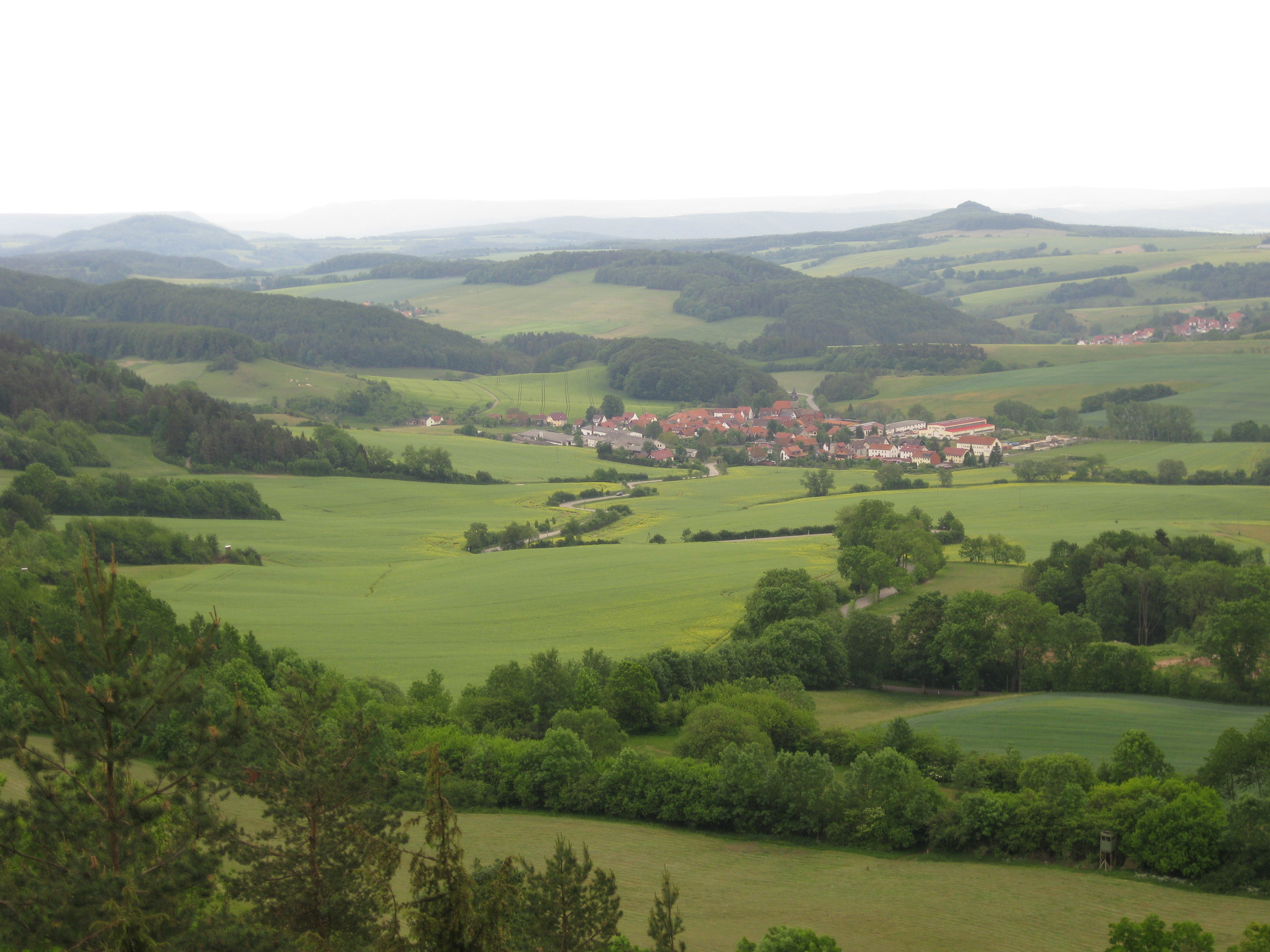
Südeichsfelder Landschaft bei Rüstungen vom Höheberg aus gesehen

Das Rosoppe-Frieda-Hügelland ist eine Hügellandschaft in den Landkreisen Werra-Meißner und Eichsfeld, im Grenzbereich von Hessen und Thüringen (Deutschland). Sie ist ein rechtsseitiger Teil des beiderseits der Werra zwischen Treffurt und Hedemünden gelegenen Unteren Werraberglandes am Werra-Nebenfluss Frieda.

## Geographische Lage
Das Rosoppe-Frieda-Hügelland ist eine Buntsandstein-Hügellandschaft, die sich vom Ostrand des Eschweger Beckens bzw. von der Schwebda-Jestädter Werraaue der Werra bei Frieda nach Norden erstreckt.
Die Landschaft wird weiterhin begrenzt von den Muschelkalkplatten der Gobert im Westen, des Oberen Eichsfeldes um den Höheberg im Norden, des Westerwaldes im Nordosten sowie der Wanfrieder Werrahöhen im Südosten. Eschwege liegt unmittelbar am südlichen Rand und die Eichsfelder Kreisstadt Heilbad Heiligenstadt ca. 8 km vom nördlichen Rand entfernt.

## Naturräumliche Zuordnung
Nach der Einteilung des Handbuches der naturräumlichen Gliederung Deutschlands wird das Rosoppe-Frieda-Hügelland wie folgt zugeordnet:
- (zu 35 Osthessisches Bergland)
  - (zu 358 Unteres Werrabergland)
    - 358.5 Rosoppe-Frieda-Bucht
      - 358.50 Rosoppe-Frieda-Hügelland

Die westlich der Rode gelegenen Anteile des Rosoppe-Frieda-Hügellandes sind als Abdachung und orographischer Teil der Gobert anzusehen, während der südöstliche Teil die Nordostabdachung der Plesse der Wanfrieder Werrahöhen darstellt.
Entsprechend der alternativen Einteilung der Thüringer Landesanstalt für Umwelt und Geologie (TLUG) wird der thüringische Anteil des Rosoppe-Frieda-Hügellandes zur Einheit Werrabergland–Hörselberge gerechnet (Teil des Südeichsfelder Hügellandes).

## Geologie und Landschaftsbild
Die Hügellandschaft des Rosoppe-Frieda-Hügellandes besteht überwiegend aus Buntsandstein, der von der Schichtstufe der Muschelkalkränder der nordwestlichen Randplatte des Thüringer Beckens bis ans Werratal reicht. Lediglich einzelne Bergkuppen, wie die des Hülfensberges und des Schloßberges bestehen aus Muschelkalk.
Entlang der Eichenberg–Gotha–Saalfelder Störungszone wird der kleine Höhenzug des Misseröder Kalkrücken (Nr. 358.51) westlich von Ershausen als eigene Landschaft abgegrenzt.
Die Böden des flachwelligen Beckens im Nord(ost)en, das durch den Kalkrücken abgeriegelt wird, sind sehr lößreich.
Während die südlichen Gebiete des Frieda-Rosoppe-Hügellandes beiderseits des Frieda-Unterlaufes große Waldanteile aufweisen, werden der mittlere Westteil unmittelbar östlich der zentralen Gobert und die Beckenlandschaft im Nord(ost)en überwiegend landwirtschaftlich genutzt.
Entwässert wird die Landschaft vom Flusssystem von Rosoppe, Krombach und Rode, die von Norden kommend bei Geismar in die Frieda und bei Frieda in die Werra münden.

## Berge

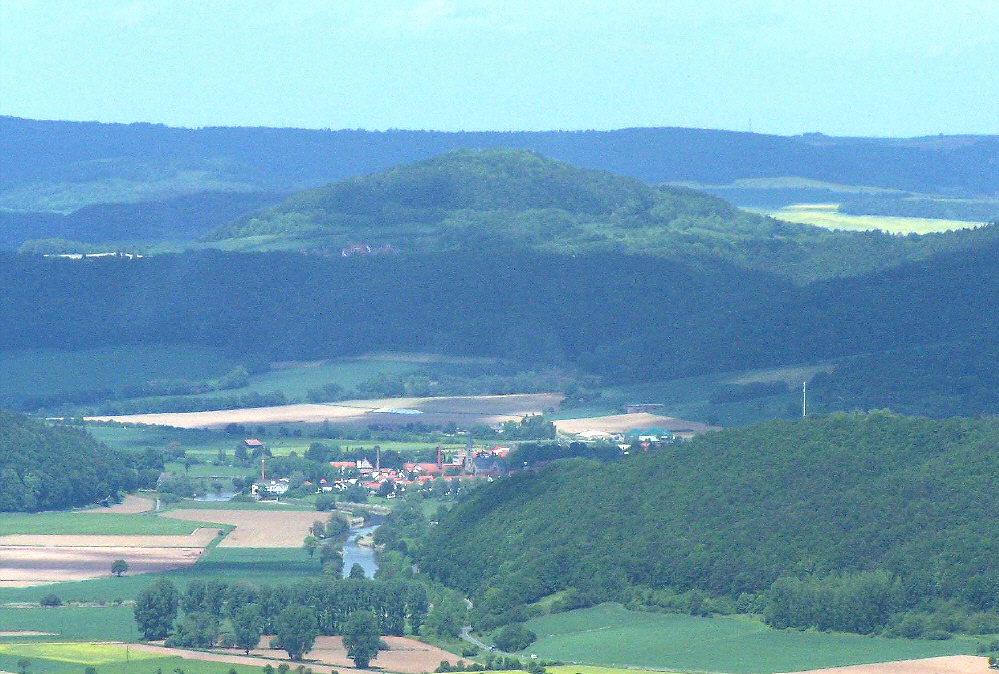
Landschaft nördlich von Wanfried mit dem Hülfensberg (im Hintergrund die Obereichsfelder Höhe)

Die wichtigsten Berge und Gipfel des Rosoppe-Frieda-Hügellandes sind:
- Hülfensberg (448,2 m), nördlich von Bebendorf, Landkreis Eichsfeld
- Schloßberg (442,5 m), westlich von Großtöpfer, Landkreis Eichsfeld
- Siebertsburg (424,0 m), östlich von Wiesenfeld (höchster Berg des Misseröder Kalkrückens)
- Kählbiel (403,0 m), südlich von Pfaffschwende, Landkreis Eichsfeld
- Hasselkuppe (380,1 m), nördlich Grebendorfs, Werra-Meißner-Kreis
- Großer Dachsberg (363,3 m), nördlich von Schwebda, Grenzbereich der Landkreise Werra-Meißner und Eichsfeld
- Auf der Struth (345,5 m), südöstlich von Krombach, Landkreis Eichsfeld
- Eichenberg (3036,4 m), nordöstlich von Frieda, Werra-Meißner-Kreis
- Bönsberg (299,6 m), westlich von Martinfeld, Landkreis Eichsfeld
- Kleiberg (293,7 m), nördlich von Ershausen, Landkreis Eichsfeld
- Kahlenberg (273,8 m), westlich von Frieda, Werra-Meißner-Kreis

## Sehenswürdigkeiten
- Wallfahrtsort Hülfensberg bei Geismar und Eichsfelder Kreuz  an der ehemaligen Innerdeutschen Grenze bei Döringsdorf
- Schloss Wolfsbrunnen bei Schwebda
- Schloss Martinfeld
- Burgruine Greifenstein bei Großtöpfer
- Tunnelportale der ehemaligen Kanonenbahn bei Schwebda
- Geleitstein (eine alte Grenzsäule) an der Straße zwischen Großtöpfer und Frieda
- Marthkreuz (ein Sühnekreuz) am alten Kellaer Marktweg in Richtung Schwebda unterhalb des Heinzenberges